# Balkanatolia
Balkanatolie
La Balkanatolia, ou Balkanatolie, est un ancien archipel ou un paléocontinent insulaire comprenant approximativement les Balkans et l'Anatolie actuels, et séparée du reste de l'actuelle Eurasie à l'Éocène inférieur et moyen. Elle porte alors une faune terrestre endémique, notamment des afrothériens et des métathériens d'origine gondwanienne.
Une connexion terrestre avec l'Asie, indiquée par l'apparition d'ongulés et de rongeurs d'affinité asiatique, est établie vers la fin du Bartonien (41,2–37,8 Ma). La connexion avec l'Europe de l'Ouest est établie plus tard, lors de la Grande Coupure Éocène-Oligocène (33,9 ± 0,1 Ma),.